# Айдан Волш
Айдан Волш (англ. Aidan Walsh, нар. 28 березня 1997) — ірландський боксер, бронзовий призер Олімпійських ігор 2020 року.

## Любительська кар'єра
Чемпіонат світу 2019
- 1/32 фіналу:Переміг Мірослава Капулера (Ізраїль) - 4-1
- 1/16 фіналу:Програв Пету Маккормаку (Велика Британія) - 2-3

Олімпійські ігри 2020
- 1/8 фіналу:Переміг Альберта Менгуе (Камерун)- 5-0
- 1/4 фіналу:Переміг Мервена Клейра (Маврикій)- 4-1
- 1/2 фіналу:Програв Пету Маккормаку (Велика Британія) - WO